# Paul Perkins
Paul Kerry Perkins II (Mesa, 16 novembre 1994) è un giocatore di football americano statunitense che milita nel ruolo di running back per gli Indianapolis Colts della National Football League (NFL).
Fu scelto nel corso del quinto giro (149º assoluto) del Draft NFL 2016 dai New York Giants. Al college giocò a football per UCLA.

## Carriera universitaria
Perkins frequentò l'Università della California a Los Angeles dove giocò a football con gli UCLA Bruins dal 2012 al 2015. 
Dopo il primo anno passato da true freshman redshirt, nel 2013 scese in campo per la prima volta coi Bruins, divenendo il corridore principale quando il titolare Jordon James si infortunò alla caviglia.

## Carriera professionistica

### New York Giants
Fu scelto nel corso del quinto giro (149º assoluto) del Draft NFL 2016 dai New York Giants. Debuttò come professionista nella gara del primo terzo contro i Washington Redskins. La sua prima gara come titolare la disputò nell'ultimo turno dell'anno ancora contro i Redskins, correndo un massimo stagionale di 102 yard. La sua annata da rookie si chiuse con 452 yard corse in 14 presenze, senza segnare alcun touchdown.